# Bondage
Bondage é uma prática BDSM que consiste em prender, amarrar e/ou restringir consensualmente um parceiro para fins estéticos, eróticos e/ou sensoriais. Um parceiro pode ser fisicamente restringido de várias maneiras, incluindo com o uso de corda, algemas, vendas, coleiras, fita adesiva, mordaça, grilhão, entre outros.
O bondage é geralmente, mas nem sempre, uma prática sexual. Ele também pode ou não ter ligação com outras práticas BDSM, como o sadomasoquismo ou a dominação e submissão.
Um motivo comum para o parceiro ativo amarrar seu parceiro é a busca do prazer através do sentimento da transferência temporária de controle e poder, devido ao estado de submissão do parceiro restringido. Para as pessoas sadomasoquistas, o bondage é frequentemente usado como um meio para atingir um fim, onde o parceiro amarrado fica mais acessível a outros comportamentos sadomasoquistas. No entanto, o bondage também pode apenas ser usado por si só, onde parceiro restringido obtém prazer sexual através do sentimento de desamparo e imobilidade, e o parceiro ativo  obtém satisfação e prazer visual ao ver o parceiro amarrado.